# Gare de Bry-sur-Marne (SNCF)
Ne doit pas être confondu avec Gare de Bry-sur-Marne (RATP) ou Gare de Villiers - Champigny - Bry.
La gare SNCF de Bry-sur-Marne  se situe sur le territoire de la commune de Bry-sur-Marne, dans le département du Val-de-Marne, en région Île-de-France.
Elle est établie sur la ligne de Bobigny à Sucy - Bonneuil dite de « Grande ceinture complémentaire », qui ouvre au trafic des marchandises le 7 septembre 1928 et au service des voyageurs le 1er mars 1932. Seuls circulent deux trains quotidiens dans chaque sens entre Noisy-le-Sec et Juvisy via Argenteuil et Versailles. Mais les nouvelles gares de la Ligne complémentaire se révèlent vite disproportionnées vu leur faible fréquentation. Le trafic des voyageurs cesse le 15 mai 1939.
La gare de Bry-sur-Marne ferme en 2009. Elle reste traversée par de nombreux trains de marchandises.

## Situation ferroviaire
Établie à 56 mètres d'altitude, la gare SNCF de Bry-sur-Marne se situe au point kilométrique (PK) 13,114 de la ligne de Bobigny à Sucy - Bonneuil, entre les gares de Neuilly-sur-Marne et de Chennevières-sur-Marne.

## Histoire
Elle ouvre à l'exploitation le 1er mars 1932, trois ans après la ligne de Bobigny à Sucy - Bonneuil réservée jusque-là au trafic des marchandises.

## Service des voyageurs
Elle ferme aux voyageurs le 15 mai 1939, lorsque le service reliant Argenteuil à Juvisy est suspendu.

## Service des marchandises

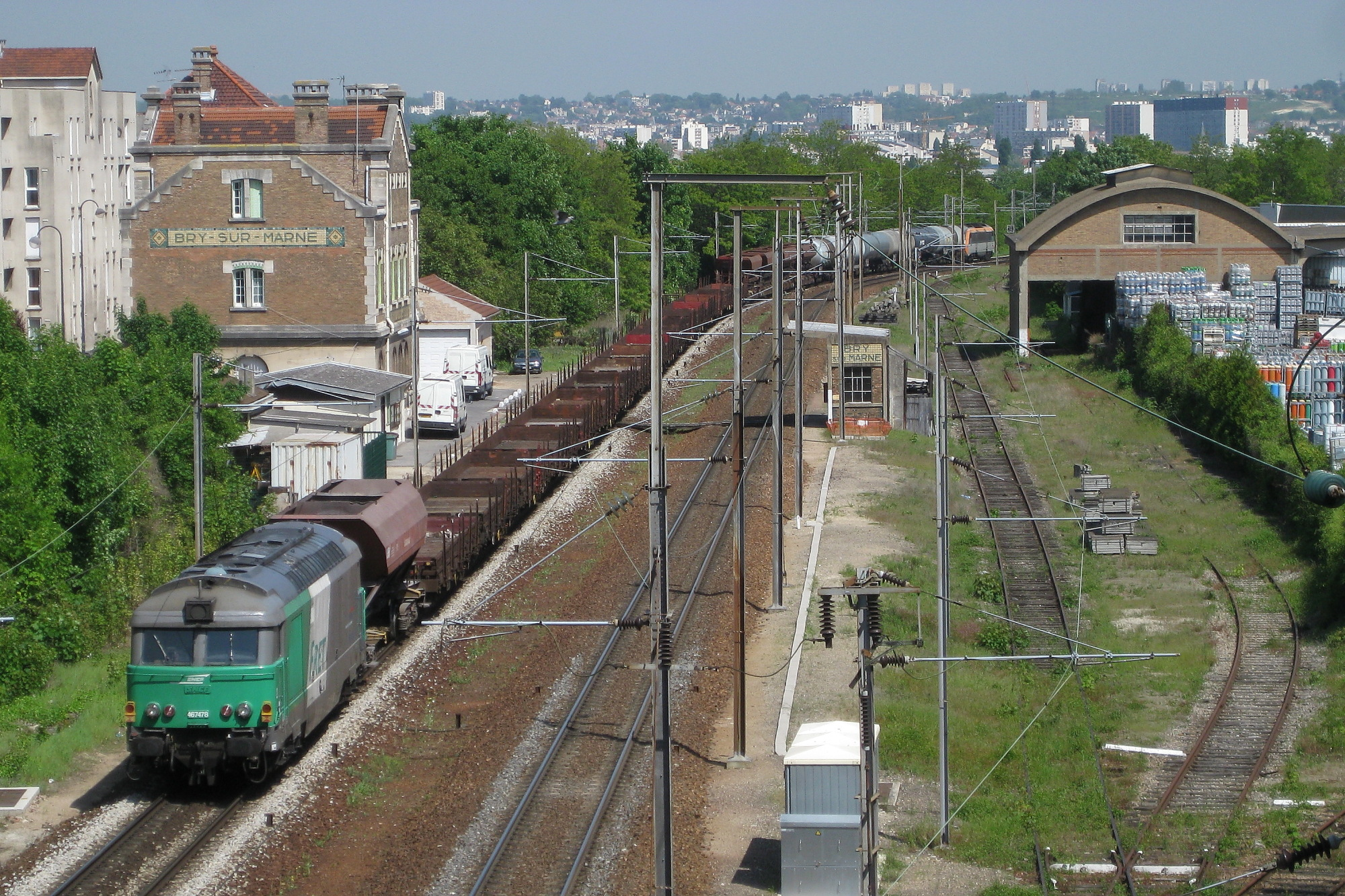
Un train de fret passe au niveau du bâtiment voyageurs.

Elle ferme au service des marchandises le 13 octobre 2009. Cependant la ligne reste parcourue par de nombreux trains de marchandises.